# Kat
 Denne artikel omhandler huskatten. For andre betydninger af Kat, se Kat (flertydig). (Se også artikler, som begynder med Kat)
Tamkatten (Felis catus eller Felis silvestris catus) er et lille, tæmmet, kødædende pattedyr oftest med pels. Den kaldes huskat eller bare kat, når der ikke er grund til at skelne den fra andre kattedyr. Katten er værdsat af mennesker for dens selskab og evne til at jage mus og rotter. Mange huskatte bliver op mod 20 år gamle.
Kattens anatomi ligner andre kattedyr: stærke, fleksible kroppe, hurtige reflekser, skarpe klør og tænder, der er velegnede til at dræbe byttet. Katte bruger deres gode hørelse og evnen til at se i næsten totalt mørke til at jage i tusmørke. Katte kan høre lyde, der er både dybere og højere end hvad mennesker kan høre. Det skyldes, at kattes hørelse er tilpasset deres naturlige bytte, der ofte er gnavere som mus. Når katte kommunikerer, bruger de miaven, spinden, hvæsen, dufte og kropssprog.
Katte kan formere sig hurtigt. Undladelse af kastration og sterilisation og senere efterladelse af dem har resulteret i henved 60 millioner vildtlevende katte i Nordamerika alene. Under kontrollerede forhold avles katte og får registrerede stamtavler, såkaldte racekatte.
Fordi katte var tilbedte og højt værdsatte i oldtidens Ægypten, antoges det, at dyret blev domesticeret der, men der kan have været tilfælde af domesticering så tidligt som i stenalderen. Et genetisk studie i 2007 viste, at alle huskatte nedstammer fra fem hundyr af den afrikanske vildkat (Felis silvestris lybica) ca. 8000 f. Kr. i Mellemøsten. Katten er i øjeblikket det mest populære kæledyr og kan findes næsten overalt i verden.

## Etymologi
Det danske ord kat er oprindeligt et låneord, der blev introduceret til mange sprog i Europa fra latin cattus og byzantinsk græsk κάτια, ligesom det var tilfældet med det engelske cat, spanske gato, franske chat, tyske Katze, litauisk katė, det oldkirkeslaviske kotka og oldnordisk kǫttr hankat; ketta hunkat/ kætte, blandt andre. Den endelige kilde til ordet er afroasiatisk, antagelig fra det senegyptiske čaute, hvilket er femininum af čaus "afrikansk vildkat". Ordet blev introduceret (sammen med det tamme dyr) til den romerske befolkning omkring 100 f. Kr. Et alternativt ord med sprogligt slægtskab på mange sprog er det engelske puss (pussycat). Da det først er registreret i det 16. årh århundrede, kan det stamme fra det hollandske poes eller fra det nedertyske puuskatte, hvilket igen svarer til det svenske kattepus eller norske pus, pusekatt. Etymologien kendes ikke, men det tyder på spor af germanske sprogs navn på dette dyr.

## Navngivning og klassificering
Tamkatten fik sit latinske navn Felis catus i 1758, da Carl von Linné udsendte 10. udgave af sin Systema Naturae med en revolutionerende inddeling af dyrearterne. Således betegner ”Felis” slægten, mens ”catus” repræsenterer arten. Denne inddeling hedder binomial nomenklatur. Johann Christian Daniel von Schreber døbte den europæiske vildkat Felis silvestris i 1775. Tamkatten betragtes ofte som en underart af vildkatten, hvorfor den ifølge det internationale nomenklatursystem hedder Felis silvestris catus. Det er dog mest almindeligt at betegne tamkatten som Felis catus. Nyere forskning har slået fast at tamkatten nedstammer fra den afrikanske vildkat, F. silvestris lybica.
| Population | Fødekilde                 | Ly           | Socialiseret |
| ---------- | ------------------------- | ------------ | ------------ |
| Racekat    | Fodret af ejer            | Menneskehjem | Ja           |
| Huskat     | Fodret af ejer            | Menneskehjem | Ja           |
| Halvvild   | Generel fodring           | Bygninger    | Ja           |
| Vild       | Generel fodring/fouragere | Bygninger    | Nej          |

Selv om vildkatten er den art, hvorfra tamkatten nedstammer, er der flere mellemtrin fra huskat/racekat til de helt vilde katte. Den halvvilde kat er en kat, der ikke ejes af en enkelt person, men alligevel generelt er tryg ved mennesker og bliver fodret af flere forskellige mennesker. Vilde tamkatte lever i nærheden af menneskelig bebyggelse og bliver muligvis fodret af mennesker eller søger føde i affald, men er normalt forbeholden over for mennesker.
En kat, hvis herkomst er formelt registreret, kaldes en racekat, en renavlet kat eller en udstillingskat. I snæver forstand stammer en renavlet kat kun fra individer af samme race. En racekat er en kat, hvis herkomst er registreret, men den kan have stamfædre af forskellige racer. Katte, hvis herkomst er ukendt, kaldes langhårede eller korthårede huskatte.

## Karakteristika

### Udseende
Tamkatten vejer typisk imellem 3 og 6 kg og adskiller sig ikke nævneværdigt fra andre medlemmer af Felis-slægten. Visse racer som Maine Coon kan dog opnå en vægt på over 11 kg. En gennemsnitlig kat måler 23-25 cm i højden, 46 cm fra snudespids til den bageste del af kroppen (hannen er lidt større end hunnen) og har en hale på 30 cm.

#### Benene
Ligesom hunde er katte tågængere. Knoglerne i foden danner den nederste synlige del af benet. Til forskel fra de fleste andre pattedyr går katten i girafgang (den flytter først begge ben på den ene side og dernæst begge ben på den anden side). Når katten begynder at gå, strækker den først højre bagben frem, dernæst højre forben, så det venstre bagben og venstre forben. Foruden at forbruge mindst mulig energi, gør denne gangart katten hurtigere, mere elegant og adræt, og forbedrer dens evne til at liste sig frem. Ydermere placerer katten sin bagerste pote så godt som præcist i sporet af den forreste, hvilket efterlader færre synlige spor og støjer mindst muligt. Går den over i trav, bevæger den det højre forben samtidig med det venstre bagben, og på samme måde det venstre forben med det højre bagben (diagonalgang). I fuld fart kan katten opnå en fart på næsten 50 km/t, hvilket bl.a. muliggøres af dens fleksible rygrad, der trækker sig sammen og strækker ud under sprint. Derudover bruger katten begge bagben til at løfte sig fremover i en masse små ”spring”. I fuld fart kan bagbenene komme foran forbenene, så katten er flyvende. Katten kan dog ikke opretholde det tempo ret længe, da dens sprintermuskler hurtigt trættes.
Som de fleste andre medlemmer af kattefamilien har huskatten et sæt klør på hver pote den kan trække frem. Kløerne er normalt gemt bag skind og pels, hvilket forhindrer at de slides ved kontakt med jorden. Katten er i stand til af egen vilje at trække kløerne frem på en eller flere poter. Hvor mange og hvor meget afhænger af om katten bruger dem under jagt, i selvforsvar, til at forbedre støtten ved bløde overflader eller til at lege med tøj, tæpper m. m. De fleste katte har fem klør på de forreste poter og fire på de bagerste. På forpoterne er der et fremspring der minder om en sjette ”finger”. Denne ”håndrodspude”, som katten har tilfælles med hunden og de store katte, sidder på indersiden. Den har ikke nogen funktion ved normal gang, men menes at forbedre fodfæstet under spring.

#### Ørerne
Kattens ører har 30 muskler, og den kan bevæge ørerne uafhængigt af hinanden. Bortset fra nogle få racer hvor ørerne bøjer nedad, vender kattens ører opad. Når katten er vred eller bange bøjer den ørerne bagud. Det gør den også, når den leger eller lytter efter noget, der kommer bagfra.

#### Munden
Katte har et sæt specialiserede tænder, der gør dem i stand til at aflive et bytte og flå dets kød på samme måde som en saks klipper igennem stof. Kattens tredje øvre forkindtand og nedre bagkindtand fungerer tilsammen som en saks, hvilket er væsentligt ved indtagelsen af føde, idet dens små kindtænder ikke er i stand til at tygge føden. Kattens tunge er overdækket med 0,5 millimeter lange pigge kaldet papillae. Disse pigge indeholder keratin, hvilket gør dem stive og anvendelige til soignering. Huskatten kommunikerer på en lang række måder: den mjaver (adskillige slags), snerrer, hvæser, triller, spinder. Men kattens kommunikation er i mindst ligeså høj grad baseret på kropssprog som på de lyde den laver.

#### Skindet
Kattens skind sidder ret løst hvilket gør den i stand til at vende sig om under et sammenstød med et andet rovdyr – også selv om det har fået greb om katten. Det løse skind har også fordele (for dyrlægerne), idet det gør indsprøjtninger noget nemmere at udføre. Kattens skind er særligt løst i nakken, og det er også her at katten tager fat i sine killinger når de skal flyttes. Tendensen til, at katten bliver stille og passiv når den gribes på dette sted, er der også i voksenlivet: når en hankat parrer sig, tager han fat samme sted.

### Sanserne

#### Synet
Katten er meget bedre til at se i mørke end mennesket, da dens hornhinder og pupiller pga. deres størrelse er i stand til at samle meget mere lys. Derudover har katten et lag spejlagtige celler på eller bagved nethinden (tapetum lucidum) som kaster den del af lyset, der ikke blev opfanget af nethinden i første omgang, tilbage til nethinden, så der er endnu en chance for at lyset bliver opfanget. Kattens tapetum reflekterer 130 gange mere lys end det menneskelige øje, hvilket er en del af forklaringen på kattens bedre nattesyn. Det lys, der hverken er blevet absorberet på vej ind eller på vej ud af øjet, skaber kattens lysende øjne i mørke. De to forskellige slags celler der fungerer som lys-receptorer på en nethinde er tapceller og stavceller. De første er sensitive over for store mængder lys og de sidste over for små mængder lys. Katte har en større koncentration af stavceller i øjnene; det betyder at katte ser bedre i svagt lys. Katte er desuden langt bedre til at opdage ting eller dyr, der bevæger sig langs jorden i det fjerne. Det skyldes, at receptorerne hos katten er fordelt i en horisontal stribe, mens de i det menneskelige øje overvejende sidder midt i øjet. På grund af katteøjets høje lysfølsomhed er det nødvendigt i højere grad at skærme det i dagslys ved at indsnævre pupillen. Hos katte lukkes pupillen af to sammenflettede muskler, hvilket er mere effektivt end den tilsvarende ringmuskel hos mennesket. I skarpt lys danner pupillen derfor blot en lodret sprække hos katten, hvilket sammen med sammenknebne øjne kun tillader meget lidt lys at få adgang til øjet. Kattens synsfelt ligger typisk på omkring 200°, hvor menneskets er på 180°. Det binokulære felt er imidlertid smallere end hos mennesket. Katte kan godt skelne mellem visse farver – f.eks. kan de godt se forskel på rød, blå og gul, såvel som mellem grøn og rød. De er bedre til at skelne mellem de blå nuancer end mellem de røde.
Katte har et tredje øjenlåg – en såkaldt blinkhinde. Den består af et tyndt lag hud og lukker sidelæns. Blinkhinden kan normalt ikke ses, men bliver synlig, hvis katten er syg eller søvnig.
Modsat mennesker har katte ikke behov for at blinke regelmæssigt. Dog vil katten ofte knibe øjnene sammen i kontakt med venligtsindede mennesker. Når katten endelig blinker, gør den det langsomt, og gerne et øje ad gangen.
De mest gængse øjenfarver er gul, grøn og orange. Blå øjne forbindes med siamesere. Hvide katte med blå øjne er en anelse mere tilbøjelige til at være døve. En hvid kat med kun ét blåt øje vil ofte have svækket hørelse i siden med det blå øje.

#### Hørelsen
Katte er blandt de pattedyr med den mest udviklede høresans.
Katte og mennesker er omtrent lige gode til at høre de lave frekvenser. En kat kan høre meget høje frekvenser – helt op til 64 kHz, hvilket er 1,6 oktav over hvad mennesket er i stand til, og en hel oktav over hvad en hund er i stand til. Kattene bruger så vidt vides ikke evnen til at høre ultralyd i forbindelse med kommunikation, men det er en fordel ved jagt, da mange gnavere kommunikerer ved hjælp af ultralyd.

#### Lugtesansen
Kattens lugtesans er omkring 14 gange stærkere end menneskets. Deres lugtkolbe er særdeles veludviklet. Kattens næseslimhinde er på ca. 5,8 cm2, hvilket er ca. dobbelt så meget som hos mennesket, og kun lidt mindre end hos gennemsnitshunden. Katte har også et sanseorgan i næseskillevæggen: det vomeronasale organ (eller Jacobsons organ). Når en kat åbner munden en smule og lader luften strømme ind til det vomeronasale organ, ser det ud som om at den smiler eller laver grimasser. Det er uvist hvilken rolle dette organ spiller hos katte. Én hypotese går ud på, at katten bruger det til at vurdere duften af føde; en anden at det er en del af kattens ”sjette sans” og gør den i stand til at forudsige usædvanlige begivenheder (som jordskælv); en tredje at katten bruger det til at opfange sexferomoner. Katte er særdeles følsomme overfor feromonerne, som de via urin og duftkirtler bruger til at kommunikere med andre katte. Katte reagerer desuden kraftigt på en række planter, herunder katteurt, Actinidia polygama og lægebaldrian. Dette skyldes muligvis at duften fra disse planter minder om et katteferomon.

#### Følesansen
En kat har omkring 24 knurhår (vibrissae), 12 på hver side af næsen. Knurhårene er mere end dobbelt så tykke som almindelige hår og dets rødder sidder tre gange dybere inde end de almindelige hårs rødder. En kats knurhår er ekstremt følsomme og tæt forbundet med centralnervesystemet. De registrerer vibrationer fra luften, og ved hjælp af disse vibrationer kan katten mærke tilstedeværelsen af forhindringer på vejen, samt bedømme deres størrelse og form. Knurhårene er også anvendelige ved jagt: billeder taget med et højhastighedskamera viser, at når katten ikke er i stand til at se byttet, fordi det befinder sig for tæt på munden, vender den knurhårene på en måde så de danner en ”kurv” rundt om snuden, for at kunne opspore byttet. Katte har andre kraftige hår, der minder om knurhår over øjnene, på kinderne og på bagsiden af benene. 

#### Smagssansen
Katte har færre smagsløg end mennesker. Katte er ikke i stand til at smage sødt, da de mangler det ene gen til det. Det skyldes en mutation hos en tidlig stamfader. Katte reagerer i stedet på syrlige ting, især aminosyrer. 

## Føde
Den vilde kat lever af, hvad den kan fange i naturen af mus og småfugle. Den tamme kat lever af den mad, mennesker tilbyder den: dåsemad, tørfoder, rester eller hjemmelavet kattemad. Katte på landet og vildkatte i byen er nyttige, da de dræber og spiser mus og rotter. Katte leger med musen, inden de dræber den – specielt vil kattekillinger instinktivt give sig til at lege med en mus. At musen er spiselig skal killingerne lære af moderen.
I modsætning til hunde, kan katte ikke leve som vegetarer, da de ikke er i stand til at producere aminosyren taurin. Taurin findes overvejende i kød og fisk. Et underskud af taurin gør katten blind, idet nethinden langsomt forkalkes og degenererer. Ca. 20% af kattens kost skal bestå af proteiner. Katte er stærkt afhængige af aminosyren arginin. Mangel på arginin resulterer i vægttab og død. Kattens mavetarmkanal er meget kortere end hos altædere og har meget små mængder af visse enzymer der er nødvendige for at fordøje kulhydrater. Det betyder at kattens evne til at fordøje og gøre brug af planteføde (og visse fedtsyrer) er stærkt begrænset. Katte overlever på en naturlig kost af kød, da de har to særdeles effektive nyrer.

## Formering
En kat føder levende unger, killinger, op til tre gange om året og er drægtig ca. ni uger. Et kuld består typisk af 3-7 killinger. Ifølge dansk lovgivning skal killinger blive hos deres mor til de er mindst 12 uger. Først da har de lært nok til at kunne klare sig selv.
En kat bliver typisk 14-16 år gammel, men 19 år er ikke usædvanlig. Den ældste beskrevne kat, hunkatten Creme Puff, levede fra 1967 til 2005: 38 år. Kattens alder afhænger af mange ting, men nu om dage, hvor mange dyrevenner passer bedre på deres kæledyr, ser man ofte at katte bliver op til 20 år.

## Social adfærd
Selv om katte for det meste jager alene, er det dog set, at de som ungkatte lærer at jage sammen med brødre og søstre eller med en af forældrene. Dette betyder, at de er yderst sociale dyr, ligesom katte i par faktisk kan ligge og slikke hinanden for på den måde at skabe bånd.

## Renlighed
Katte er meget renlige dyr. De bruger meget tid på at rengøre sig selv med tungen, der er dækket med en slags pigge, der virker som en børste, der kan fjerne filtrede steder i pelsen. De gør det instinktivt. Overvægtige katte har svært ved at nå alle steder. Katte i naturen bliver yderst sjældent fede. En katteejer med en fed kat kan bruge børster og andre plejeprodukter til katten. Når den er færdig med at slikke sig, kan den risikere at få en hårbolle i maven, der kan irritere den. Hvis en ejer børster sin kat dagligt, kan antallet af hårboller formindskes. Renlighed er en almindelig form for adfærd hos kattedyr – også løver og tigere.
Katte sveder ikke, og gisper kun ved meget høje temperaturer. De afgiver varme ved fordampning gennem munden. Skal de holde på varmen, gør de det ved at reducere tilførslen af blod til skindet. Deres afføring er normalt tør og urinen er koncentreret for at bevare så meget væske som muligt.

## Jagt-instinkt
En 4000 timers svensk observation af 18 hunkatte og 19 hankatte viste, at hus-tilknyttede hunkatte brugte 26 % af døgnet på jagt og fødesøgning, mens andre hunner brugte 46 % af døgnet. Hankatte brugte generelt mindre tid end hunnerne. Reproduktive hankatte med hus-tilknytning brugte 5 % af døgnet, mens andre brugte 34 %.
Tætheden af byttedyr vil naturligvis være afgørende for jagtheldet. Om efteråret vil det tage ca. 40 minutter at fange en mus, mens det kan tage 70 min. først på sommeren, når der er færrest mus.
De vigtigste byttedyr i fritlevende kattes føde er mindre pattedyr. I en række fødeanalyser baseret på undersøgelser af rester af byttedyr i mavetarmsystemet og ekskrementer fra katte blev der gennemsnitlig fundet 69 % rester fra pattedyr og kun 21 % fra fugle.

## Tilknytning til mennesket
Katte er almindelige som kæledyr i Europa og Nordamerika, og der findes over 600 millioner af dem i verden. Med dens nære tilknytning til mennesket har katten figureret i menneskets kulturhistorie i såvel religion som kunst.
I mange gamle religioner troede man, at katten var ophøjede sjæle, følgesvende eller vejledere for mennesker, at den er alvidende, men stum, hvorfor den ikke kan indvirke på menneskers handlinger. I Japan er maneki-neko en kat, der er symbol på held. Selv om der ikke findes hellige væsner i islam, fortælles det, at Muhammed havde en yndlingskat, Muezza. I nordisk mytologi ses Freja ofte afbildet på en stridsvogn trukket af katte.
Mange kulturer har overtro forbundet med katte: man rammes af uheld, hvis en sort kat krydser ens vej, lige som det ofte fortælles, at hekse har katte som hjælpere. En udbredt myte i mange lande er, at katte har ni liv (i andre lande syv eller seks); denne myte kan hænge sammen med kattens hurtighed og evne til at slippe væk fra farlige situationer samt deres evne til at overleve fald fra store højder.
I litteraturen møder man ofte katte. I mange tilfælde i tekster til børn. Men også i litteratur til voksne findes der kendte katte. Den bestøvlede kat stammer fra et fransk eventyr, mens den engelske digter Christopher Smart i sit store digt Jubilate Agno fra det 18. århundrede indlagde 74 linjer tilegnet sin kat Jeoffry. T.S. Eliot skrev i 1930'erne en række digte, der blev til samlingen Old Possum's Book of Practical Cats, forlægget for Andrew Lloyd Webbers populære musical Cats. Beatrix Potter har skrevet og illustreret flere romaner om katte.
I nyere tid kender man katten fra figurer som Fritz the Cat og Garfield, der begge først optrådte i tegneserieform, siden også i forskellige film. I Batman-universet optræder Catwoman som Batmans modstander.
Også en række billedkunstnere har brugt katte som motiv.
- Maleri af Louis Wain
- Skulptur af Emmanuel Frémiet
- Værk fra Garros Galería, Mexico City
- Illustration til eventyr
- To katte, blå og gul af Franz Marc